# IC 45
IC 45 је двојна звијезда у сазвјежђу Андромеда која се налази на листи објеката дубоког неба у Индекс каталогу.
Деклинација објекта је + 29° 39' 21" а ректасцензија 0h 42m 36,5s.